# Інгулець (заказник)
Інгуле́ць — ландшафтний заказник місцевого значення в Україні. Один з об'єктів природно-заповідного фонду Херсонської області. 
Площа 937 га. Статус присвоєно 1978 року. Перебуває у віданні ДП «Великоолександрівське ЛМГ». 
Заказник «Інгулець» розташований на північ від селища Велика Олександрівка Бериславського району Херсонської області, на лівому березі річки Інгулець. Являє собою лісонасадження, переважно штучного походження, які були висаджені в 1850-х роках. Тут також є залишки тернівників з домішкою жостіру проносного, бузини чорної, деяких видів шипшини та інше.